# Czterokolec
Czterokolec (Apeltes quadracus) – gatunek ryby z rodziny ciernikowatych (Gasterosteidae), jedyny przedstawiciel rodzaju Apeltes.